# マクラーレン・MP4/6
マクラーレン MP4/6 (McLaren MP4/6) は、マクラーレンが1991年のF1世界選手権参戦用に開発したフォーミュラ1カー。チーフデザイナーのニール・オートレイとエアロダイナミストのアンリ・デュランが設計した。ホンダV12エンジンを使用した最初のマクラーレン車であり、F1史上唯一のV12エンジンを搭載したチャンピオンマシンである。
1991年の開幕戦から最終戦まで実戦投入され、1992年は第2戦までMP4/6Bが使用された。

## MP4/6
ホンダはF1第1期活動以来となるV12エンジンを開発。ゲルハルト・ベルガーによりオフシーズンからテストされたが、前年のV10エンジンに比べてアンダーパワーであった。アイルトン・セナはプレシーズンテストにて、エンジンの問題解決に取り組んだ。
MP4/6はHパターンのマニュアルトランスミッション（MT）を採用していた。1991年シーズンにセミオートマチックトランスミッション（セミAT）を採用していたのはフェラーリとウィリアムズだけであったが、マクラーレンもこの年のハンガリーGPのフリー走行でセミATをテストした。このトランスミッションは翌1992年にMP4/7Aで実戦投入された。V10エンジンからV12エンジンへのスイッチ、および燃料タンクの大型化により、ホイールベースは1990年型シャシーのMP4/5Bより40mm長くなった。
課題の空力面はライバルのフェラーリから加入したアンリ・デュランが担当したためフェラーリに似通ったものとなった。フロントサスペンションはMP4/4以来のプルロッド式からフェラーリとよく似たプッシュロッド式に変更され、スプリング/ダンパーユニットをモノコック上に水平に設置することで、ノーズを細くすることができた（ハイノーズは採用していない）。サイドポンツーンもフェラーリと似た、高く丸みを帯びたデザインに変更された。
アンリ・デュランによって空力面はある程度改善されたが、シーズン前のシャシーの研究開発は順調とは言えなかった。また、空力も彼が関わっていたフェラーリ・642のデザインが色濃く反映しており、チームによる研究が進んでいるとは言えなかったが、シーズン中の開発で何とかウイリアムズに対抗した。それに対して、ウイリアムズは前年途中にマーチからエイドリアン・ニューウェイが移籍し、チームで空力やシャシーに関する研究を進めており、その結果が表れつつあった。

## 1991年シーズン

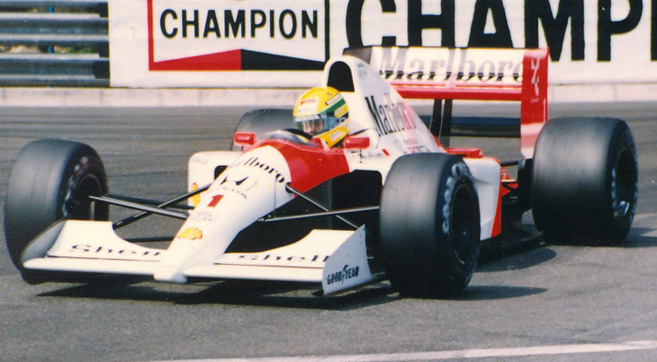
1991年モナコGPにてMP4/6を駆るアイルトン・セナ

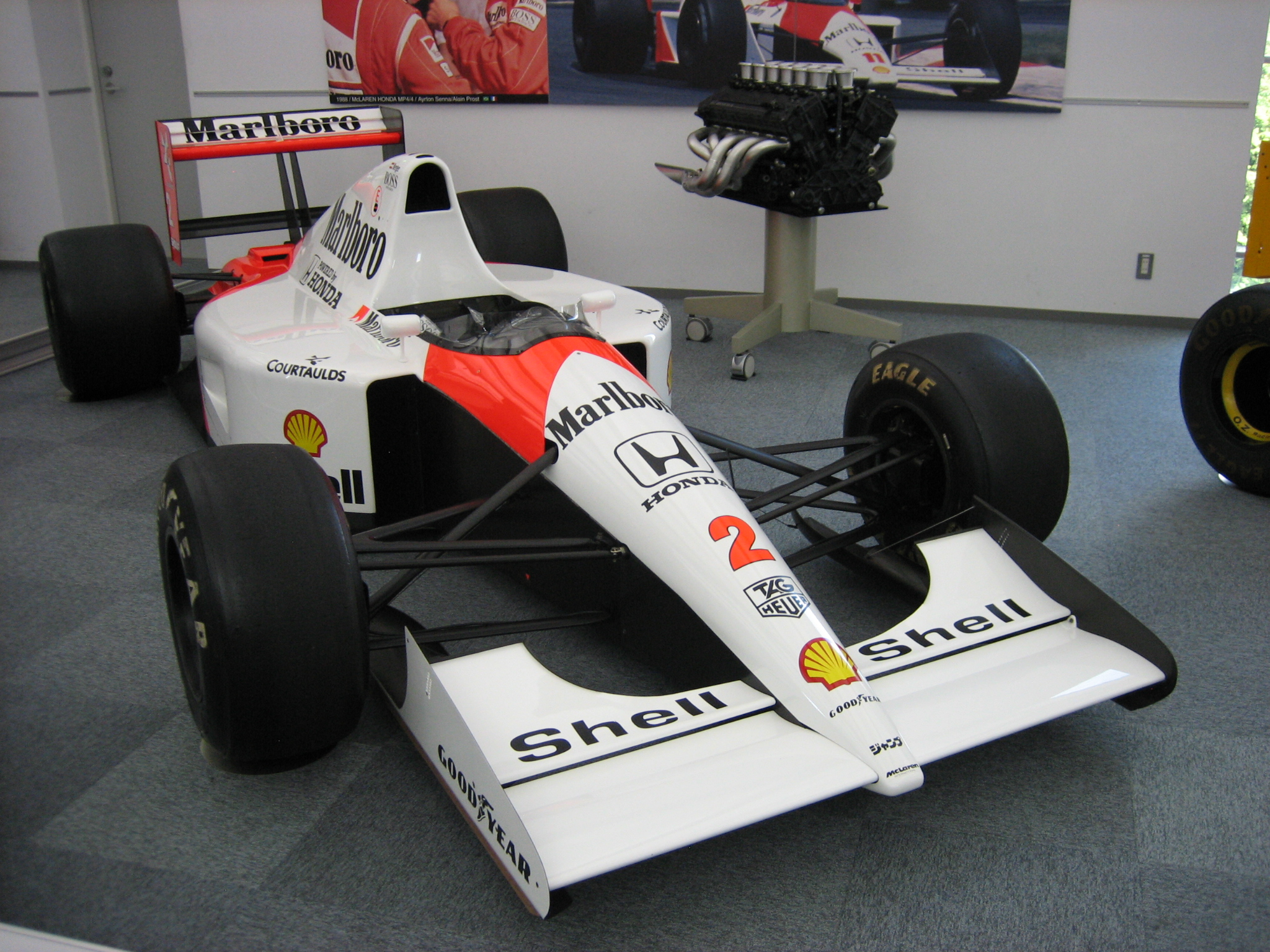
ゲルハルト・ベルガーがドライブしたMP4/6

アイルトン・セナはアメリカGP、ブラジルGP、サンマリノGP、モナコGPの4レースで開幕4連勝を記録した。しかし、シーズン序盤のマクラーレンの連勝はライバルだったウィリアムズ・FW14の信頼性不足によるもので、モナコGPを境にFW14とルノーV10エンジンのパッケージが優れた性能を発揮した。シーズンを通してマクラーレンは表彰台の常連であったが、セナはホンダにエンジンの改良を要求するとともにチームに対してもシャシーの大幅な改良を要求した。
この要求に対して、ホンダはV12エンジンの継続的なアップデートで応えた。低回転時のトルク発生を最適化するため、第11戦ベルギーGPから可変吸気管長システムを採用した。シェルの特殊ブレンドガソリンも出力向上に貢献した。また、第8戦イギリスGPからカルソニック製ラジエーターを採用した。オートレイも様々な改良を加え、特にサイドポッドとウイングを中心とした変更が加えられた。また、ハンガリーGPではシーズン中にもかかわらず、16kgもの軽量化を実現したシャシーをセナのレースカーとして投入した。日本GPではフロントノーズを延長、フロントウィングを前方に移動して空力安定性を改善した。
マクラーレンはウィリアムズに猛追され、一時はコンストラクターズのトップの座を奪われたが、ウィリアムズはハンガリーGPとベルギーGPでのマシントラブル、ポルトガルGPのピットストップのミスでマクラーレンにリードを許し、マクラーレンは4年連続のコンストラクターズチャンピオンとなった。セナは3度目のドライバーズタイトルを獲得した。
| 年   | No. | ドライバー           | 1   | 2   | 3   | 4   | 5   | 6   | 7   | 8   | 9   | 10  | 11  | 12  | 13  | 14  | 15  | 16  | ポイント | ランキング |
| 年   | No. | ドライバー           | USA | BRA | SMR | MON | CAN | MEX | FRA | GBR | GER | HUN | BEL | ITA | POR | ESP | JPN | AUS | ポイント | ランキング |
| ---- | --- | -------------------- | --- | --- | --- | --- | --- | --- | --- | --- | --- | --- | --- | --- | --- | --- | --- | --- | -------- | ---------- |
| 1991 | 1   | アイルトン・セナ     | 1   | 1   | 1   | 1   | Ret | 3   | 3   | 4   | 7   | 1   | 1   | 2   | 2   | 5   | 2   | 1   | 139      | 1位        |
| 1991 | 2   | ゲルハルト・ベルガー | Ret | 3   | 2   | Ret | Ret | Ret | Ret | 2   | 4   | 4   | 2   | 4   | Ret | Ret | 1   | 3   | 139      | 1位        |

- 太字はポールポジション、斜字はファステストラップ

## スペック

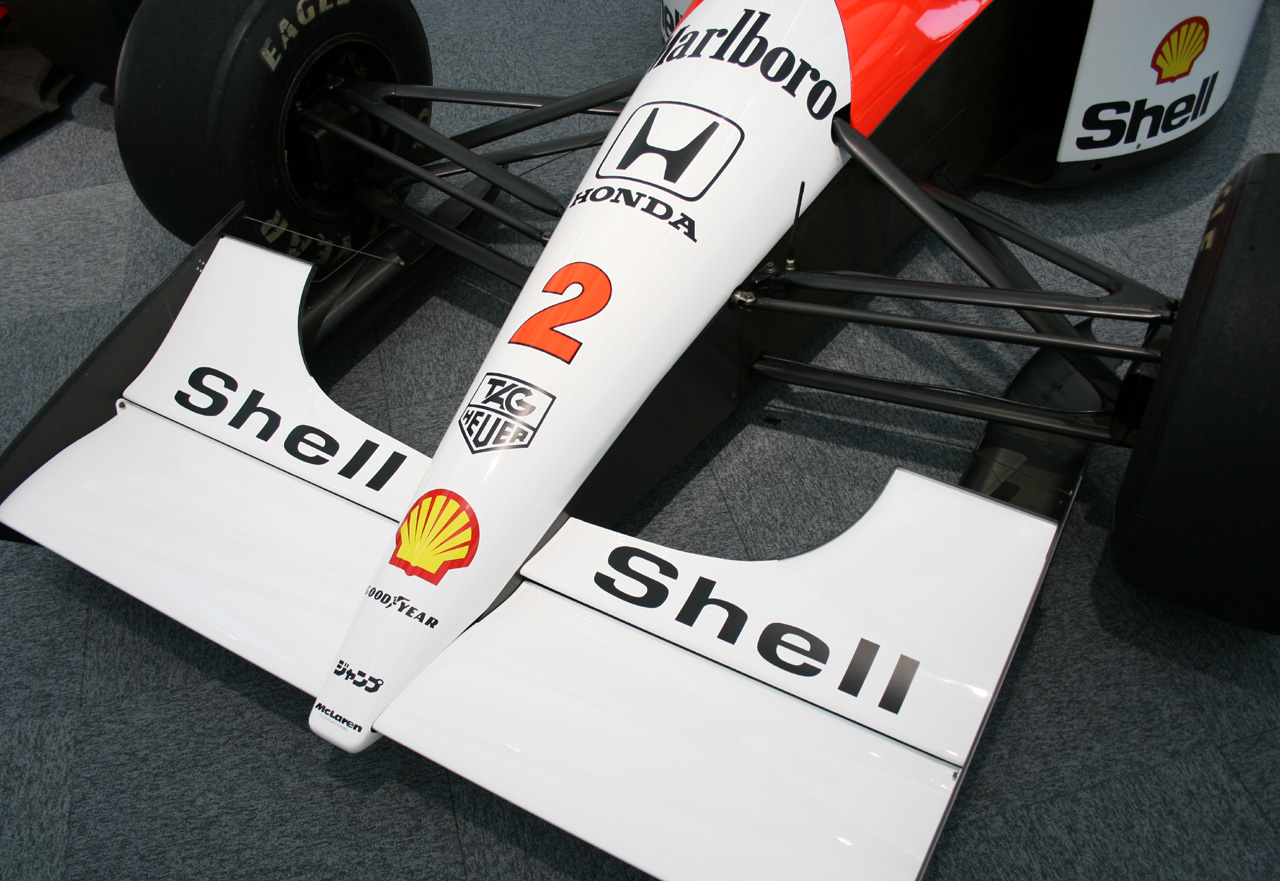
ノーズ先端にはスポンサーの『週刊少年ジャンプ』のロゴがある

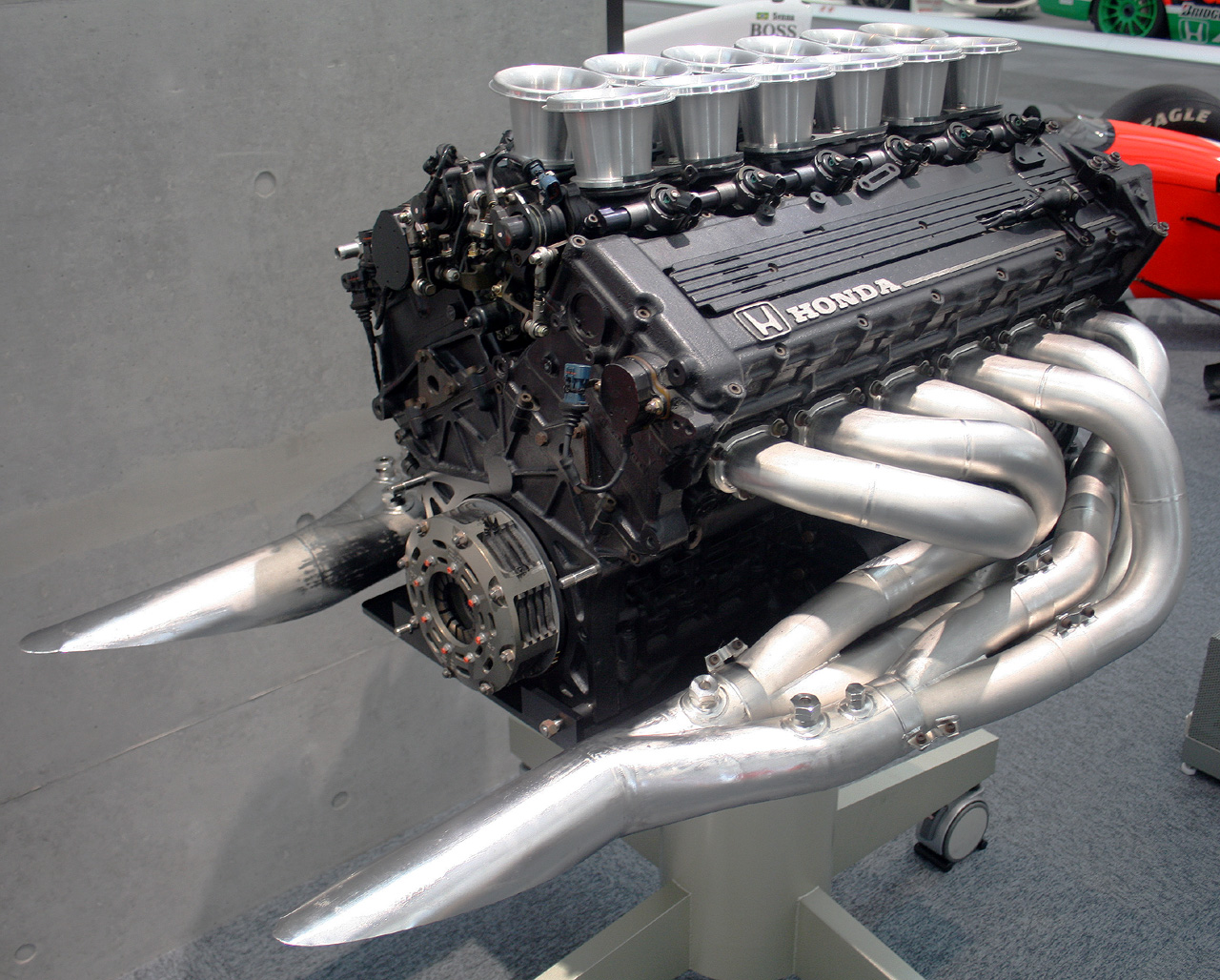
ホンダ RA121E V12エンジン

### シャーシ
- シャーシ名 MP4/6
- ホイール スピードライン（英語版）
- タイヤ グッドイヤー
- トランスミッション 6速マニュアル

### エンジン
- エンジン名 ホンダRA121E
- 角度・気筒数 V型12気筒・60度
- 全長 670mm
- 全幅 520mm
- 全高 530mm
- バルブ数 4バルブ/1気筒
- 重量 150kg
- スパークプラグ NGK
- 燃料・潤滑油 シェル
- ラジエーター カルソニック

## MP4/6B
マクラーレンMP4/6Bは前年のMP4/6に小改良を加えたモデルであり、1992年シーズンの開幕戦南アフリカGPから投入された。マクラーレンは序盤3戦をこのMP4/6Bで戦い、ヨーロッパラウンドが始まる第4戦スペインGPからニューシャシーのMP4/7Aを投入する予定だった。
しかし、ライバルであるウィリアムズ・FW14Bの2連勝の前に歯が立たず、予定を早めて第3戦ブラジルGPよりMP4/7Aにスイッチした。
| 年   | No. | ドライバー           | 1   | 2   | 3   | 4   | 5   | 6   | 7   | 8   | 9   | 10  | 11  | 12  | 13  | 14  | 15  | 16  | ポイント | ランキング |
| 年   | No. | ドライバー           | RSA | MEX | BRA | ESP | SMR | MON | CAN | FRA | GBR | GER | HUN | BEL | ITA | POR | JPN | AUS | ポイント | ランキング |
| ---- | --- | -------------------- | --- | --- | --- | --- | --- | --- | --- | --- | --- | --- | --- | --- | --- | --- | --- | --- | -------- | ---------- |
| 1992 | 1   | アイルトン・セナ     | 3   | Ret |     |     |     |     |     |     |     |     |     |     |     |     |     |     | 99       | 2位        |
| 1992 | 2   | ゲルハルト・ベルガー | 5   | 4   |     |     |     |     |     |     |     |     |     |     |     |     |     |     | 99       | 2位        |

- 太字はポールポジション、斜字はファステストラップ

## ミニカー
タミヤから1/12ビッグスケールのプラスチックモデルが発売され、1/10RCカー、1/14タムテック、1/20コレクターズクラブ（完成品モデル）と多様なスケールで発売された。フジミ模型からも1/20プラスチックモデルが発売されている。
オニキスの1/43スケールミニカーがタミヤパッケージでセナ・ベルガーの両タイプをリリースした（※当時タミヤがマクラーレンの版権を取得していたため）。それぞれ｢McLaren｣ロゴとタバコ広告禁止時の｢ストロボ｣マークの2タイプがあった。
ミニチャンプスはセナの没後に展開した｢アイルトン･セナコレクション｣の中の1台としてリリースし、以降ベルガー仕様やドイツGP仕様などのバリエーション違いを展開。セナ没後10年に開催された｢アイルトン･セナ展｣にて販売された。1991年ブラジルGP仕様は一部ショップと会場限定販売だったため流通量が少ない。ミニチャンプスからは1/43のほか1/18スケールも展開された。このほか京商からもアイルトン・セナコレクション1/64スケールのミニカーがリリースされた。